# Нуралі (хребет)
Нуралі (башк. Нәрәле) — хребет Південного Уралу.
Розташований в Учалинському районі Башкортостану, кількома кілометрами північно-західніше Старобайрамгулово. Максимальна висота хребта становить 752 метри. Вершини Нуралі округлі і безлісі, незважаючи на невелику висоту. На схилах хребта бере початок річка Міас, її притока Шерамбай і притока Уя Шардатма. Хребет є популярним місцем для катання на джипах, квадроциклах, мотоциклах і велосипедах.
Довжина Хребта — 8 км, ширина — 2 км. З'єднаний перемичкою (628 м) з хребтом Сиритур. Покритий луговою рослинністю, в логах, ущелинах і карах — густий ліс.
Хребет складений силурійськими відкладеннями: туфами, кременистими і глинистими породами, вапняками, а також гіпербазитами.
Ландшафти — соснові і березові ліси на темно-сірих лісових гірських ґрунтах і лучними степами на вилужених чорноземах.

## Топоніміка
Назва хребта походить від башкирського «нурлы» — світлий, так як він складений зі світлих порід і безлісий. За іншою версією, назва Нуралі антропонім, походить від імені людини, якого звали Нур Алі, тобто світлий Алі.

## Флора і фауна
Деревні породи хребта: сосна, модрина, ялина, ялиця, береза, осика, вільха сіра. Чагарники: черемха, калина, горобина, глід, шипшина, смородина, вишня, рокитник, верба, ліщина, бересклет. У більшій частині хребет голий, лише в деяких місцях покритий хвойним або змішаним лісом.
Трав'яний покрив з переважанням вейніка, типчака, ополонок, грястиці збірної, вівсяниці лучної, тимофіївки лучної, мітлиці велетенської, подорожника, перстачу гусячого, кульбаби, конюшини повзучої, ромену. Розвинена велика кількість широкотравних з переважанням яглиці, борця північного, чини весняної, маренки запашної, копитняка європейського, родовика лікарського, ромену, горян, зірочника злакового, первоцвіту, медунки, горицвіту весняного, прострілу. З рослин-камнелюбів тут виростають тим'яни, оносма найпростіша, гороколосник колючий, гвоздика голколиста та інші. На самому хребті трав'яний покрив найбільш розвинений під пологом лісу і на досить пологих галявинах. На незакріплених рослинністю різко падаючих схилах, ґрунт вимитий, тут часті осипи, сильно розвинене видування.
Тваринний світ: ведмідь, лось, олень, сарна, вепр, вовк, рись, лисиця, заєць-біляк і русак, летяга, горностай, борсук, бурундук, норка, тхір, куниця, байбак степовий, єнот уссурійський, їжак звичайний, соня садова, кажани (нічниця ставкова).
Птахи: глухар, тетерев, рябчик, качки (чирок-свистунок, чирок-тріскунок, крижень, червоноголовий нирок, чубаті чорніти, сіра качка, свиязь, широконіска, кулики, мартини, норці, гуси, жайворонки, ворон, сіра ворона, сірий журавель, сокіл-сапсан, звичайний боривітер, луговий лунь.
З плазунів та земноводних тут проживають ставкова і трав'яна жаби, червоночерева кумка, звичайний і водяний вуж, звичайна і степова гадюка, прудка ящірка.